# عمر القويري
عمر حسن القويري وزير الإعلام والثقافة في دولة ليبيا، سياسي وكاتب ومؤلف له عدة أعمال أدبية خاصة في التاريخ والشعر، ينتمى إلى عائلة القويري إحدى عائلات مدينة مصراتة الليبية، قبيلة أولاد الشيخ سيدي عبد السلام الأسمر من قبائل الأشراف بنو هاشم الحسنيين وينتهى نسبه إلى مولاى إدريس الأكبر مؤسس دولة الأدارسة وعاصمتها فاس بالمغرب سنة 172هجري.

## ولادته
ولد في 7 سبتمبر 1977م الموافق 23رمضان في قرية أولاد بعيو بمدينة مصراتة – ليبيا.والده الحاج حسن عبد السلام القويري ووالدته الحاجة زهرة حسين محمد شكشاكة من عائلة بن رجب قبيلة الدرادفة في مدينة مصراتة.
تزوج في نوفمبر 2008م من السيدة فاطمة إبراهيم الزباطي من قبيلة ذكيران في مدينة مصراتة وله منها ثلاثة أولاد وبنت واحدة (هاشم، عبد المطلب، الحكم، وفاء).
شارك جده محمد في معارك الجهاد ضد العدوان الإيطالي الفاشستي على ليبيا وقد أسموها ليبيا الايطالية وكان مشاركا في معركة القرضابية واستشهد امحمد شقيق جده في معركة رأس الطوبة وكان لعائلة القويري دور مهم في الجهاد ودعم المحتاجين والنازحين ومساندتهم خاصة استقبال ومساعدة المهاجرين إلى مصر وايوائهم وكان الأستاذ هاشم القويري عميد الجالية الليبية في الإسكندرية كما قدمت عائلة القويري طابق في عمارة تمتلكها ليكون مقرا للسفارة الليبية في مصر.

## نشأته وتعليمه
درس المرحلة الابتدائية في مدرسة الانتصار بمدينة مصراتة والتي بنيت على قطعة أرض مساحتها 5000ألاف متر قدمها مجانا الحاج محمود القويري ودرس المرحلة الإعدادية بمدرسة مصراتة المركزية التي كان مديرها الأستاذ نوري القبي ودرس المرحلة الثانوية في مدرسة الوحدة الثانوية سنتان ومديرها الأستاذ محمد لامين وأكمل دراسة السنة الثالثة وتحصل على الشهادة الثانوية من مدرسة بن غلبون في مدينة مصراتة وكان مديرها الأستاذ عبد الحميد الأشهب وانتسب بعدها في المرحلة الجامعية الجامعة المفتوحة - ليبيا قسم التاريخ ثم درس هندسة الكمبيوتر في نيوهورايزون قسم هندسة الشبكات (cmcc) بدرجة امتياز مع مرتبة الشرف بنسبة 97%. كتب رسالة الماجستير في بحث خاص بعنوان "الوجه الحقيقي" دراسة معمقة حول الشاعر والشيخ الجيلاني أبوراس ورسالة الدكتوراة تحقيقا لمخطوط "الرحلة الحجازية” لمؤلفه العلامة الشيخ محمد بن نصر.
درس القرآن الكريم على جده الشيخ عبد السلام القويري امام وخطيب مسجد أولاد بعيو الذي خصه بأسانيده وأورثه كتب الحكمة وشجرة العائلة مسندة بخطه بسند متصل صحيح وقال "لقد أخذت عنه ألف فائدة مسندة”، ثم على الشيخ عبد الله المغربي ثم على الشيخ محمد مادي بعيو، ودرس مبادئ الفقه المالكي مالكية والتفسير على الشيخ خليل قرطع والشيخ حمزة تيكا والشيخ بشير فيدان والشيخ محمد بن غزى قراءة ومراجعة لأمهات الكتب والمراجع الإسلامية وأخد علوم التصوف طريقة وانتسابا على الشيخ محمد سويسي المحجوبي الادريسي واليه ينتسب وهو عمدة مشايخه وأجازه اجازة عامة في الرواية عنه سنة 2005م بعد صحبة دامت قرابة العشر سنوات وله صحبة واستماع لعدة مشايخ ومربين منهم الشيخ سيدي عمر الفيتوري والشيخ بشير السباعي والشيخ عباس الصديقي والشيخ عبد الله الحداد والسيد المجدد الادريسي والشيخ مصطفى بن نصر والشيخ محمد الدوفانى والشيخ مصطفى السعداوي واخرين في عدة دول عربية واسلامية.
خرج في رحلة إلى خارج ليبيا استمرت قرابة سبع سنوات زار فيها العديد من البلدان الأفريقية والاسيوية والأوربية والتقى بالعديد من العلماء والفلاسفة والمثقفين والسياسيين وتعلم خلال رحلته العديد من اللغات وتعرف على الثقافات والأديان والمذاهب وقال “تعلمت من رحلتى احترام ثقافات الاخرين وعدم إصدار أحكام مسبقة” تعلم اللغة الإنجليزية واللغة الفارسية واللغة السواحيلية ودرس مذهب الإمامية ومذهب الزيدية ومذهب الاباضية في مراكزهم وما كتبوه عن أنفسهم ومن أمهات كتبهم وله كتابات وتعليقات حولها ويدعو إلى التقريب بين المذاهب وضرورة الوحدة الإسلامية والتقارب ونبد الخلاف واحترام الاجتهاد والاختلاف.

## العمل والاقتصاد
رجع إلى ليبيا سنة 2007م وقام بافتتاح شركة خاصة “مجموعة شركات الرائدة للاستثمار” في مجال صناعة المنظفات والمبيدات [http:\\ www.alraieda.com الويكبيديا العربية] .

## عطاؤه الفكري ومؤلفاته
صدر للدكتور عمر القويري عدة مؤلفات منها الكتب الدينية والتاريخية والأدبية والسياسية طبع أول إنتاج ثقافي له سنة 2008م وهو ديوان شعر يحمل عنوان “ملتقى العشاق” يغلب على كتاباته التصوف والعرفان والتاريخ وتراجم الرجال.
1. ملتقى العشاق «ديوان شعر».
2. ذات الرجال "شواهد وأحداث ثورة 17فبراير في مدينة مصراتة.
3. صرخة ثائر «ديوان شعر سياسي».
4. النفحات القدسية «تصوف».
5. أزهار النصر—جمع وتحقيق ديوان شعر العلامة الشيخ محمد بن نصر.
6. الوجه الحقيقي—جمع وتحقيق ديوان شعر الشيخ الجيلاني بوراس.
7. الرحلة الحجازية—تحقيق لمخطوط من تأليف العلامة الشيخ محمد بن نصر.
8. طب القلوب في مجالس المحجوب «تصوف».
9. أجوبة مسائل الإبريز «تصوف».
10. مغرد خارج السرب«مقالات سياسية».
11. تعليقات على كتاب مصباح الهداية وأنوار الولاية «عرفان وتصوف».
12. كلمات عاشق «شعر».
13. كلمات رصاص «شعر سياسي».
14. أولاد بعيو في موكب التاريخ.
15. درر الكلام في تراجم الأعلام.
16. الشيخ الأسمر أبناؤه ومريديه.
17. مائة وخمسون يوم في ضيافة الشيخ القاسمي.
18. موسوعة الأخبار الليبية (5مجلدات) تؤرخ لأحداث 2011-2015.

## النشاط السياسي
عمل في النشاط السياسي في سن مبكر جداً، وهو ذو توجه عروبي قومي مسلم معتدل، كان معارضاً لنظام معمر القذافي إلا أنه رفض أن يكون أداة في يد الدول الخارجية ويرفض تدخلها في شؤون ليبيا الداخلية وسيادة ليبيا خط أحمر لا يسمح بتجازوه تحت أي ذريعة أو عنوان، منفتح وعلى تواصل مع كافة التيارات السياسية، معارض قوي وشرس ضد تنظيم جماعة الإخوان المسلمين والجماعات الإسلامية المتطرفة وقد تعرض لعدة محاولات خطف واغتيال أخطرها في منطقة الكريمية بالعاصمة طرابلس 29-06- 2014م حيث اعترضته سيارتان وهاجمه مسلحون وأطلقوا علي سيارته وابل من الرصاص ونجى بأعجوبة من الحادثة التي قال عنها «أكملت طريقي إلى عملي وقضيت يومي طبيعي لم أغير في الروتين المعتاد شيء وأكملت طريقي وخياري السياسي وزدت اصراراً على ضرورة محاربة الإرهاب والفكر المتطرف والقضاء على الميلشيات وبناء دولة المؤسسات والقانون لانقاد ليبيا».
- غادر ليبيا في سنة 2001م وكانت أولى محطاته دمشق قلب العروبة النابض زار خلالها المكتبات والتقى بعدة شخصيات دينية وقومية.
- كاتب ومشرف عدة صفحات سياسية منذ سنة 2002م.
- شارك في التحضير على الساحة الخليجية «الإمارات» لانعقاد المؤتمر الوطني للمعارضة الليبية الذي عقد في لندن 2005م.
- مؤسس شبكة مراسلين داخل ليبيا لراديو «اذاعة صوت الأمل» 2006م.
- اعتقل عدة مرات لنشاطه السياسي اخرها 1فبراير 2011م في سجن الأمن الداخلي منطقة الدريبي بالعاصمة الليبية طرابلس.
- شارك بورقة بحث بعنوان “لتعارفوا” في المؤتمر الليبي للأمازيغية الأول 26–09–2011م.
- شارك في مبادرة تنظيم الحوار الوطني الموافق 17–09–2013م.
- أحد المشاركين في تظاهرات «لا للتمديد» ضد تجديد ولاية المؤتمر الوطني العام بعد انتهاء مدته في 07-02-2014.
- داعم معركة عملية الكرامة (بنغازي) التي أعلنها الجيش الوطني الليبي ضد المتطرفين والميليشيات المسلحة التي انطلقت في مايو 2014م.
- تولى حقيبة وزارة الثقافة والإعلام في الحكومة الليبية المؤقتة برئاسة السيد عبد الله الثني من أكتوبر 2014م إلى ديسمبر 2015م.
- شارك في مؤتمر وزراء الاعلام العرب في دورته 46 لسنة 2015م جامعة الدول العربية وقدم مقترح ودراسة تشكيل «القوة الاعلامية المشتركة» لمواجهة حروب الجيل الرابع المستهدفة بها الدول العربية والاسلامية.
- شارك في معرض القاهرة الدولي للكتاب في دورته 46 تحت شعار «الثقافة والتجديد» سنة 2015م.
- شارك في مهرجان مونديال اتحاد المنتجين العرب بالقاهرة 2015.
- شارك في ملتقى مهرجان الأردن الاعلامي 2015.
- شارك في اجتماع مجمع الصحوة الإسلامية الذي عقد في بغداد أكتوبر 2016م.
- شارك في مهرجان ربيع الشهادة الذي عقد في العراق مايو 2017م.